# Cephaleuros
Cephaleuros, rod zelenih algi. dio porodice Trentepohliaceae, smještena u vlastiti red Trentepohliales. Postoji zasada 19 priznartih vrsta.
Za fosilnu vrstu C. villosus (D.L.Dilcher) R.H.Thompson & Wujek, taksonomski status je nepoznat, a bazionim joj je Pelicothallos villosus D.L.Dilcher.

## Vrste
1. Cephaleuros aucubae Y.Suto & Ohtani
2. Cephaleuros biolophus Thompson & Wujek
3. Cephaleuros diffusus Thompson & Wujek
4. Cephaleuros drouetii Thompson & Wujek
5. Cephaleuros endophyticus (F.E.Fritsch) Printz
6. Cephaleuros expansa Thompson & Wujek
7. Cephaleuros expansus R.H.Thompson & Wujek
8. Cephaleuros henningsii Schmidle
9. Cephaleuros japonicus Y.Suto & S.Ohtani
10. Cephaleuros karstenii Schmidle
11. Cephaleuros lagerheimii Schmidle
12. Cephaleuros microcellularis Y.Suto & S.Ohtani
13. Cephaleuros minimus Karsten
14. Cephaleuros parasiticus Karsten
15. Cephaleuros pilosa Thompson & Wujek
16. Cephaleuros pilosus R.H.Thompson & Wujek
17. Cephaleuros solutus Karsten
18. Cephaleuros tumidae-setae Thompson & Wujek
19. Cephaleuros virescens Kunze ex E.M.Fries